# Mackenzie-River

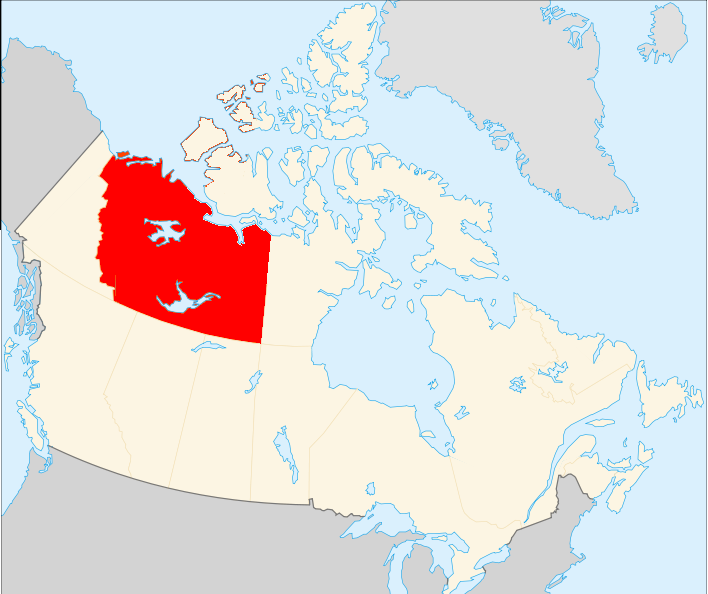
Circonscription de Mackenzie-River

Mackenzie River fut une circonscription électorale fédérale des Territoires du Nord-Ouest, représentée de 1953 à 1963.
La circonscription de Mackenzie River a été créée en 1952 de la partie ouest de Yukon—Mackenzie River. Abolie en 1962, elle fut intégrée à la circonscription de Territoires du Nord-Ouest.

## Géographie
En 1952, la circonscription de Mackenzie River comprenait:
- La partie ouest des Territoires du Nord-Ouest

## Député
1. 1953-1962 — Mervyn Arthur Hardie, PLC

- PLC = Parti libéral du Canada